# فالدنبورغ (بادن-فورتمبيرغ)
والدنبورغ بادن وورتمبرغ (بالألمانية: Waldenburg, Baden-Württemberg) هي مدينة وبلدة ألمانية تقع في بادن-فورتمبيرغ في ألمانيا.

## معرض صور

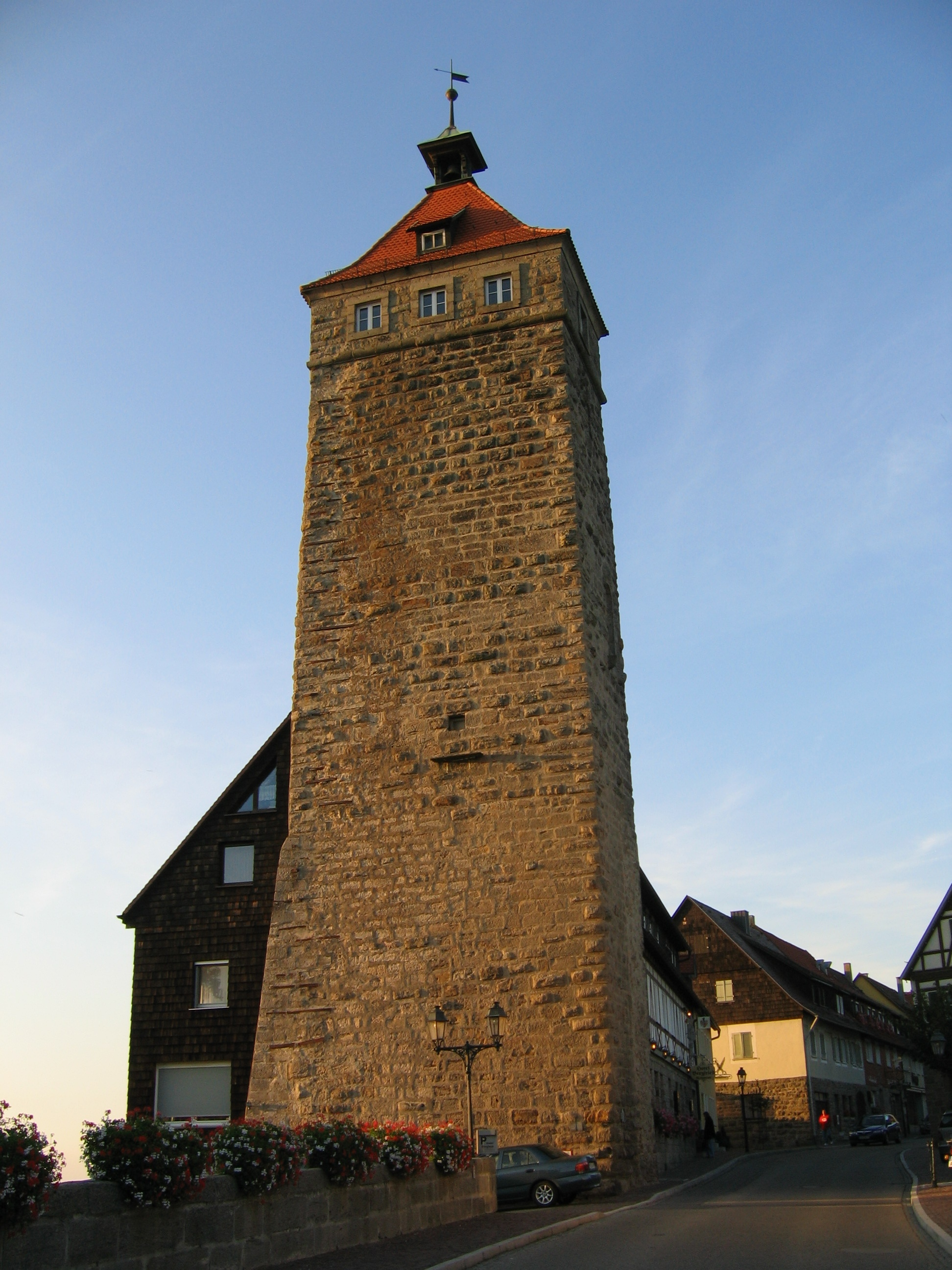
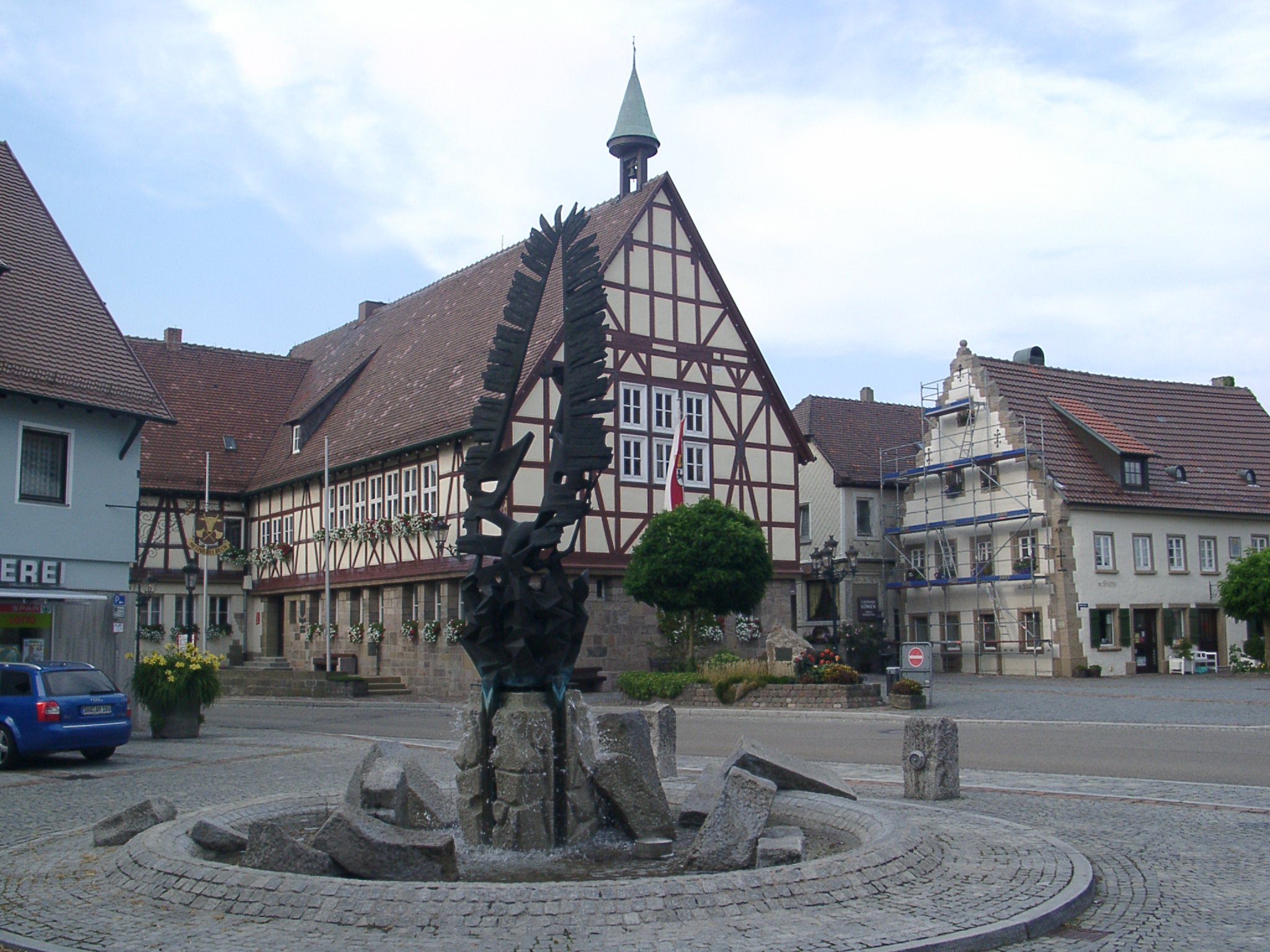
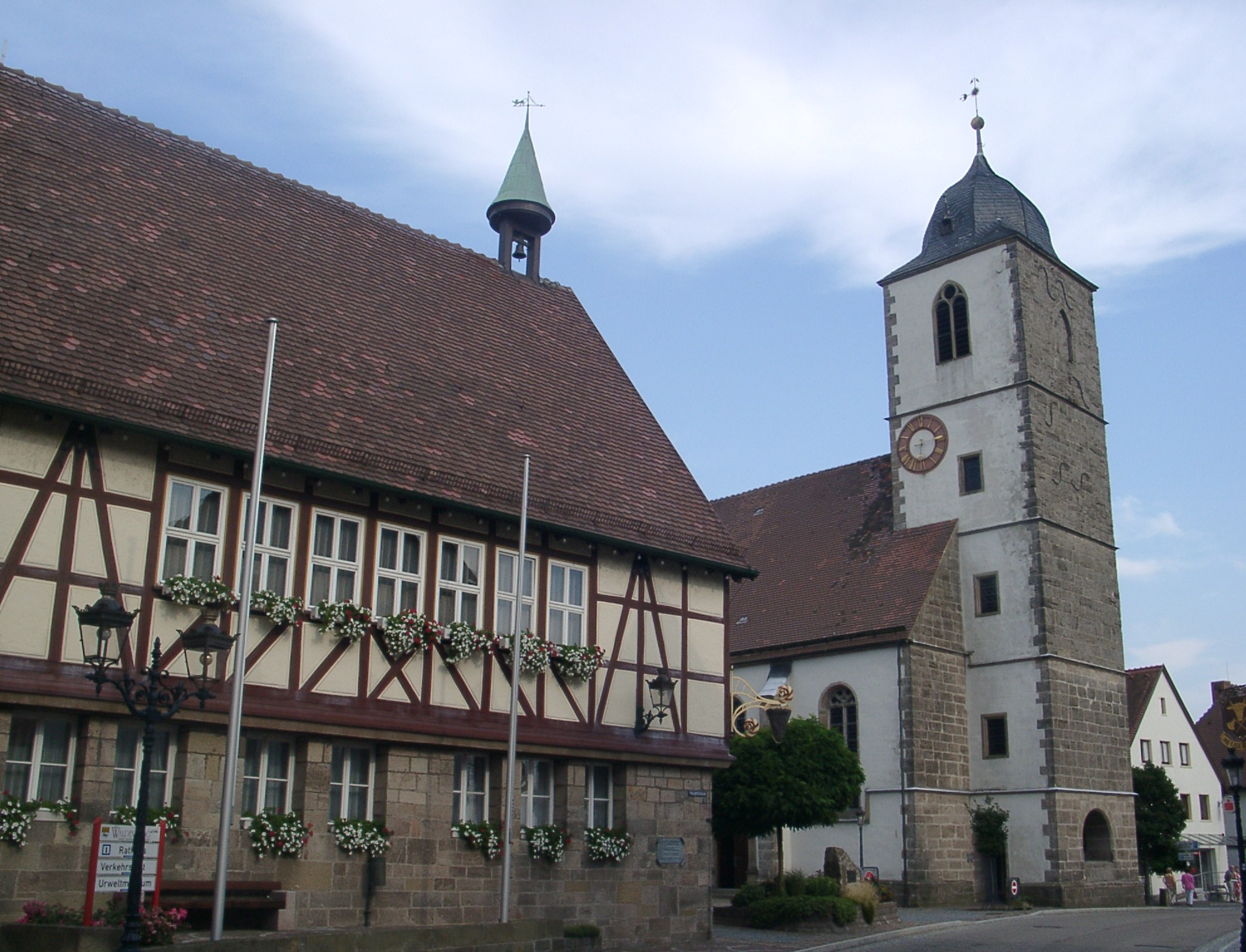
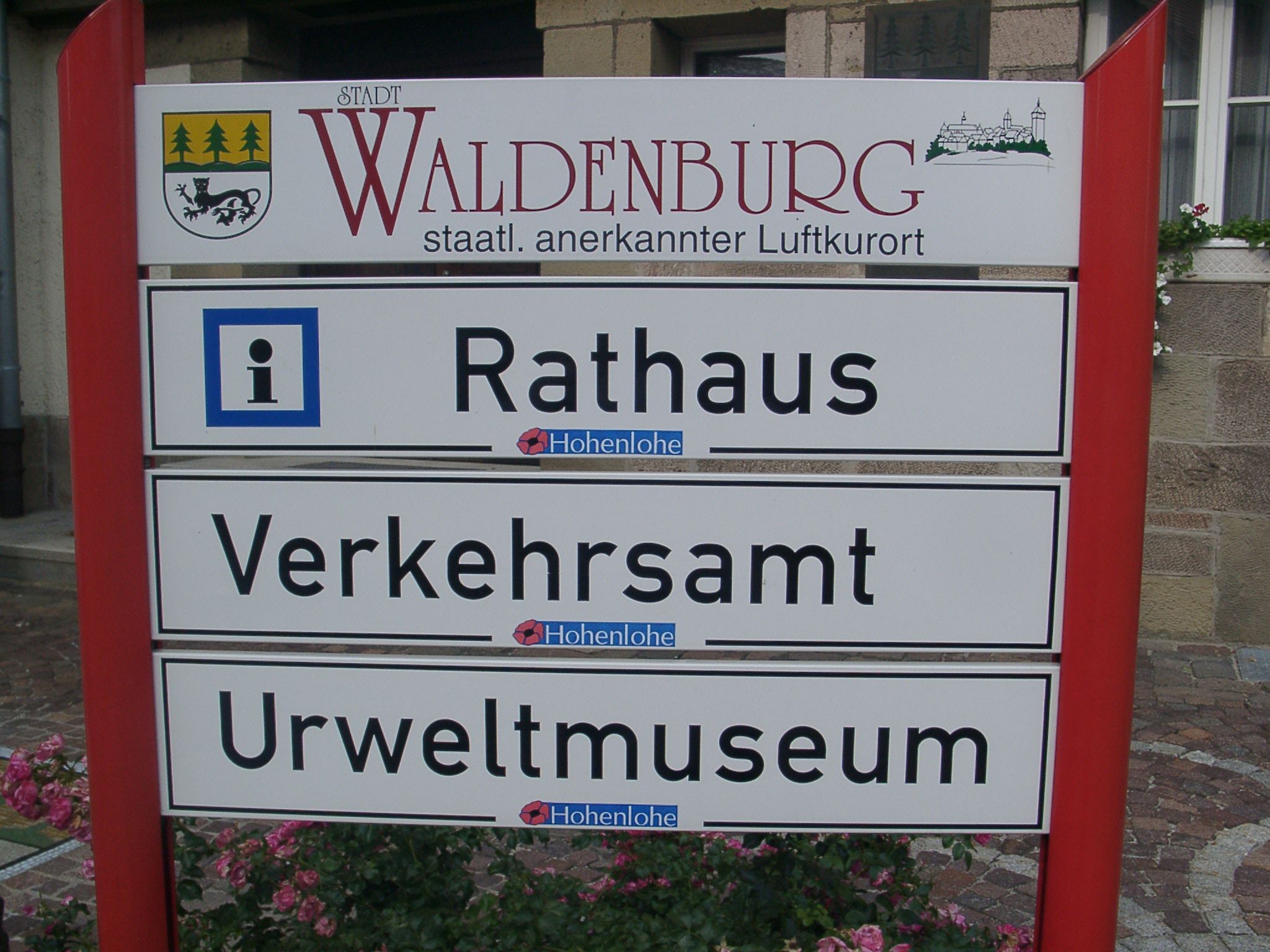